# Damagazelle
Die Damagazelle (Nanger dama, Syn.: Gazella dama) ist eine Gazellenart aus der Familie der Hornträger (Bovidae). Diese große, auffallend rot-weiß gemusterte Gazelle lebt im nördlichen Afrika und ist hochgradig vom Aussterben bedroht.

## Name
Die Herkunft des Namens ist umstritten. Während manche den Namen auf den Damhirsch (lateinisch dama) zurückführen, sehen andere eher das arabische dammar („Schaf“) als Vorbild des Namens.

## Merkmale
Damagazellen zählen zu den größten Gazellen. Sie erreichen eine Kopfrumpflänge von 140 bis 165 Zentimeter, eine Schulterhöhe von 90 bis 120 Zentimeter und ein Gewicht von 40 bis 75 Kilogramm. Die Fellfärbung ist variabel: das Gesicht, der Bauch und die Gesäßregion sind weiß, der Nacken ist rotbraun, stets ist ein charakteristischer weißer Fleck an der Kehle vorhanden. Bei den westlichen Populationen (Mhorrgazelle, N. d. mhorr) ist der Rumpf überwiegend rotbraun gefärbt, während bei den östlichen Populationen (Rothalsgazelle, N. d. ruficollis) der Körper überwiegend weiß gefärbt ist und lediglich der Nacken und der Rücken bräunlich sind. Auch die Gesichtsfärbung ist variabel: bei östlichen Damagazellen ist es rein weiß, bei weiter westlichen lebenden Tieren ist ein schwarzer Streifen vorhanden, der von den Augen zur Schnauze führt. Die Hörner sind S-förmig gebogen und 20 bis 45 Zentimeter lang, wie bei allen Gazellen sind die Hörner der Männchen größer als die der Weibchen.

## Verbreitung und Lebensraum

Verbreitungsgebiet der Damagazelle

Das ursprüngliche Verbreitungsgebiet der Damagazellen umfasste den ganzen Norden Afrikas und erstreckte sich von Marokko und Senegal bis zum Sudan. Vor allem aufgrund der starken Bejagung ging ihr Lebensraum drastisch zurück, heute leben nur mehr wenige Tausend Tiere zwischen dem Senegal (wo die Art wiedereingeführt wurde) und dem Tschad. Ihr Lebensraum sind trockene, offene Gebiete, wie Grasländer, Halbwüsten und Wüstenregionen. Sie unternehmen jahreszeitliche Wanderungen zwischen der Sahara und der Sahelzone.

## Lebensweise und Ernährung
Damagazellen leben in Gruppen zusammen, deren Größe sich nach der Jahreszeit ändert. In der Regenzeit, wenn sie in Wüstenregionen wandern, bilden sie Gruppen von manchmal mehreren hundert Tieren; in der Trockenzeit, wenn sie sich in feuchtere Regionen begeben, bilden sie kleinere Gruppen von meist 15 bis 20 Tieren. Solche Gruppen sind oft Haremsgruppen, die aus einem Männchen, mehreren Weibchen und dem gemeinsamen Nachwuchs bestehen; man findet aber auch Gruppen, die sich nur aus Weibchen und Jungtieren zusammensetzen sowie Zusammenschlüsse von Männchen, sogenannte Junggesellengruppen. Während der Paarungszeit etabliert das Männchen ein Paarungsrevier, aus dem es andere Männchen vertreibt.
Damagazellen sind wie alle Gazellen Pflanzenfresser und ernähren sich von Blättern und Kräutern. Manchmal erheben sie sich zur Nahrungsaufnahme ähnlich den Giraffengazellen auf die Hinterbeine.

## Fortpflanzung
Die Paarung erfolgt in den Monaten August bis Oktober, nach einer fünf- bis sechsmonatigen Tragzeit bringt das Weibchen meist ein einzelnes Jungtier zur Welt. Dieses wird nach drei bis vier Monaten entwöhnt und erreicht mit einem bis zwei Jahren die Geschlechtsreife. Die Lebenserwartung in freier Wildbahn beträgt maximal zwölf Jahre, Tiere in Gefangenschaft können knapp 20 Jahre alt werden.

## Systematik
In den Quellen werden meist zwei bis fünf Unterarten unterschieden, von denen in jüngerer Zeit drei allgemein anerkannt sind: die Nominatform (Nanger d. dama), die Mhorrgazelle (N. d. mhorr) und die Rothalsgazelle (N. d. ruficolis). Molekulargenetische Untersuchungen widersprechen aber einer Aufspaltung der Damagazelle in mehrere Unterarten. Die zahlreichen Farbvarianten, die häufig als Kriterien für diese einzelnen Unterarten herangezogen werden, sind demnach möglicherweise eher auf klinale Anpassungen zurückzuführen.

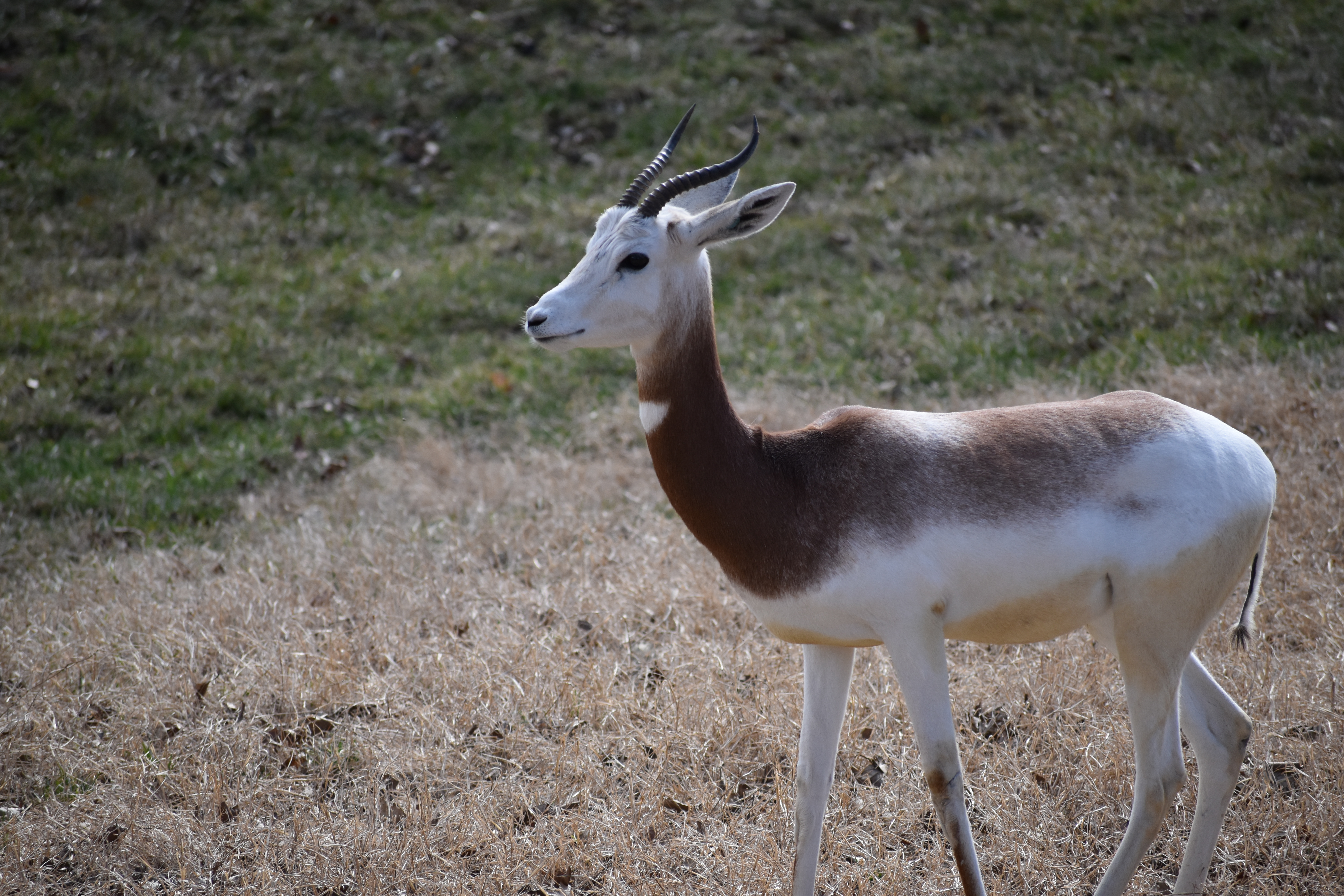
Damagazelle
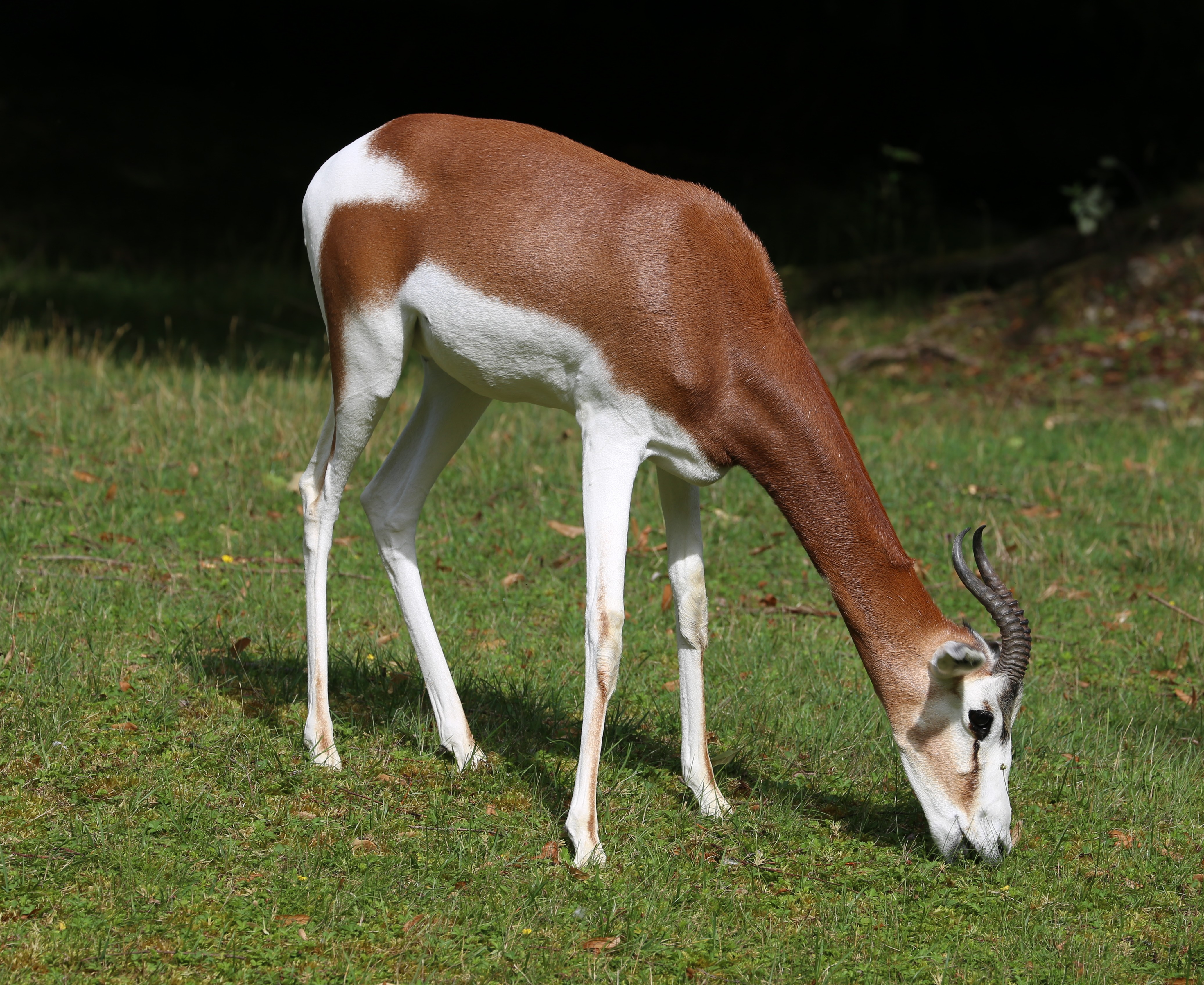
Mhorrgazelle
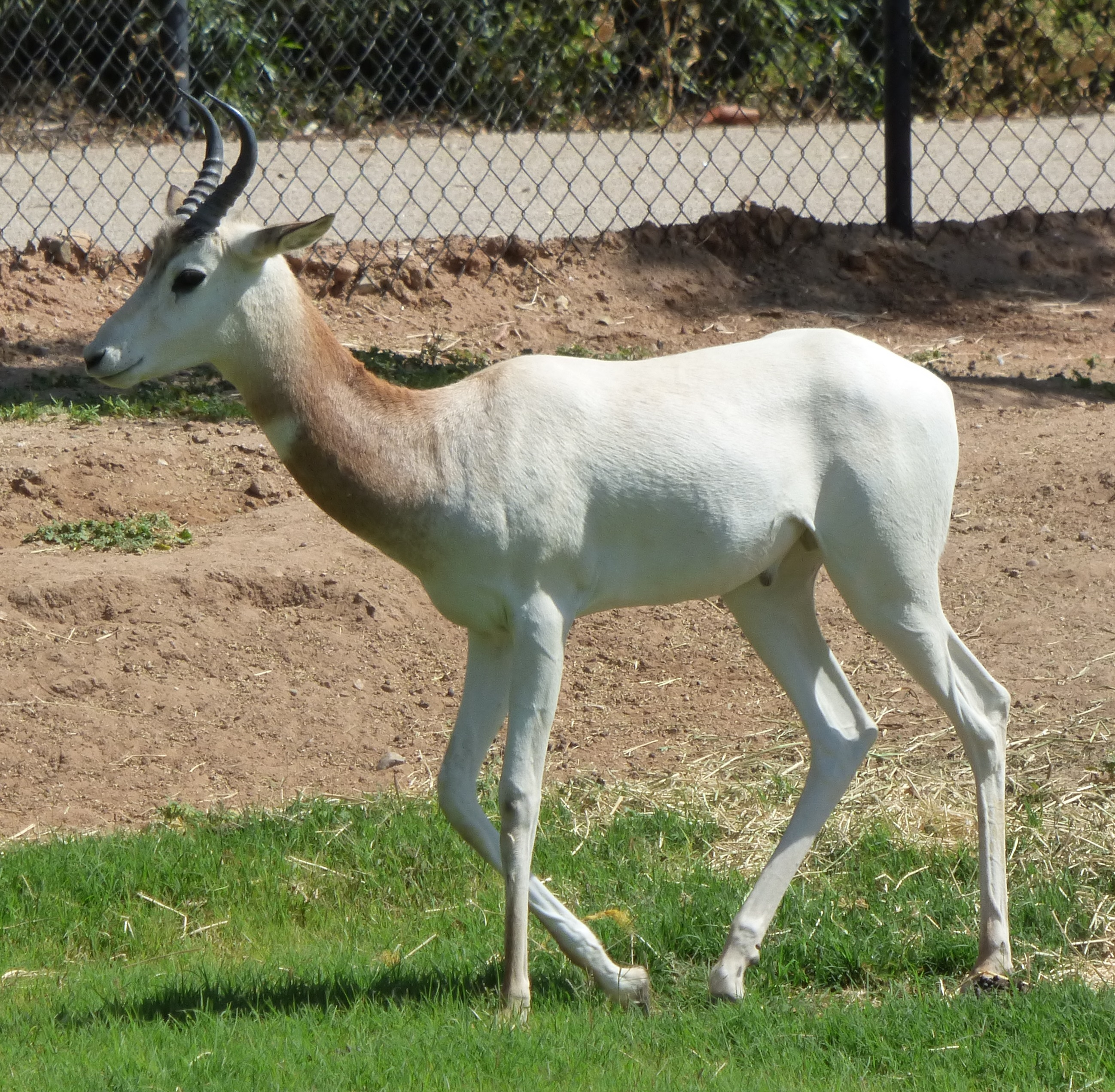
Rothalsgazelle

## Bedrohung
Hauptgrund für den drastischen Rückgang der Bestände war die Bejagung, insbesondere seit der Einführung von motorisierten Jagdmethoden. Hinzu kommt, dass ihr Verbreitungsgebiet häufig in Viehweiden umgewandelt wird und die Tiere gezwungen sind, sich in trockenere, weniger geeignete Habitate zurückzuziehen. Die einzigen größeren Populationen leben heute im Tschad, in Niger und in Mali. In Senegal gibt es heute eine kleine, wiederangesiedelte Population, in anderen Ländern (wie Sudan und Algerien) könnte es ebenfalls noch kleine Bestände geben. Der Gesamtbestand wird auf weniger als 500 Tiere geschätzt, die IUCN listet die Art als „vom Aussterben bedroht“ (critically endangered).
In einigen Tiergärten wird versucht, durch Nachzuchten der traditionell anerkannten Unterarten Mhorrgazelle und Rothalsgazelle den Bestand der Art zu sichern; erstere ist in freier Wildbahn bereits ausgestorben.

## Damagazellen in der Kultur
Der Spitzname der nigrischen Fußballnationalmannschaft ist Ména, die Bezeichnung der Damagazelle in der Nationalsprache Hausa. Die Fédération Nigérienne de Football, der nationale Fußballverband Nigers, verwendet die Damagazelle als ihr Emblem und in ihrem Logo.